# Batalla de Mailberg
La Batalla de Mailberg tuvo lugar el 12 de mayo de 1082. Los opositores fueron Bratislao II de Bohemia y Leopoldo II, Margrave de Austria.

## Batalla
Bratislao invadió Austria con un ejército de 6000 soldados de Bohemia y otros 2000 mercenarios de Moravia y Baviera . Leopoldo y su ejército de unos 3500 soldados reunieron a los invasores en un valle cerca de Mailberg. Leopoldo fue probablemente el apoyo de las fuerzas adicionales de las áreas conquistadas que permanecieron leales a los Babenberg. 
De acuerdo con informes del historiador Cosmas de Praga, Leopoldo organizó sus tropas en una configuración de cuña, mientras Bratislao organizó sus tropas en tres columnas paralelas: las tropas de Moravia a la izquierda, las tropas de Bohemia en el centro, y los bávaros fuertemente armados en la derecha.

## Consecuencias
Bratislao y sus aliados lograron una victoria completa. Las pérdidas en el lado bohemio fueron menores, según Cosme. Los austriacos fueron hechos prisioneros y detenidos por rescate. Sólo unos pocos de los hombres de Leopoldo pudieron escapar. En 1899, en un sitio de construcción cerca de Mailberg, los restos de numerosos soldados y caballos fueron descubiertos-muy probablemente de la Batalla de Mailberg. 
Como resultado de la batalla, las zonas del norte de Baja Austria fueron devastadas por el pillaje y la hambruna. La frontera de Bohemia se acercó más a Mailberg, recuperar la tierra que se había perdido a los austriacos bajo Bretislao I en 1041. Tras la muerte de Leopoldo II en 1095, su hija Gerbirg (Gerberga) se casó con Bořivoj II , el segundo hijo de Bratislao en 1100.
- Datos: Q2236999